# Soennisme
Het soennisme (Arabisch: أهل السنة والجماعة, 'ahl as-sunnah wa l-jamāʻah' of afgekort: أهل السنة, 'ahl as-sunnah') is de stroming binnen de islam met de meeste aanhangers en het grootste verspreidingsgebied. Het soennisme is verdeeld in verschillende madhahib (rechtsscholen), die zonder noemenswaardige onderlinge conflicten naast elkaar bestaan.

## Naam
De naam soennisme is afgeleid van het Arabische woord soenna wat 'traditie' (van de profeet Mohammed) betekent. De volledige naam van het soennisme is ahl as-sunnah wa l-jamāʻah (de volgelingen van de traditie en de gemeenschap), vaak afgekort met ahl as-sunnah (de mensen van de traditie).

## Geschiedenis
Het soennisme is evenals het sjiisme ontstaan uit de strijd om de rechtmatige opvolging van Mohammed, die begon na zijn dood in het jaar 632. De soennieten gaan ervan uit dat Mohammed tijdens zijn leven geen opvolger heeft aangeduid, en ook niet heeft aangegeven hoe een opvolger bepaald moest worden. De strijd ging tussen aanhangers van Mohammeds neef en schoonzoon Ali en die van de kaliefen. De soennieten zijn volgelingen van de laatsten. De eerste kalief was Mohammeds schoonvader Aboe Bakr.
Na de eerste vier gekozen kaliefen was het grote schisma binnen de islam een feit en kwam het kalifaat in handen van opeenvolgende soennitische dynastieën, de Omajjaden en de Abbassiden. Hun invloed strekte zich via veroveringsoorlogen binnen enkele generaties uit van Spanje (de Pyreneeën) tot aan de Punjab in oostelijk India.
Het soennisme krijgt veel kritiek van aanhangers van andere islamitische stromingen en van buitenaf, omdat het qua praktisering, hadith-keuze en leer te veel beïnvloed zou zijn door de Omajjaden.

## Soennieten en sjiieten

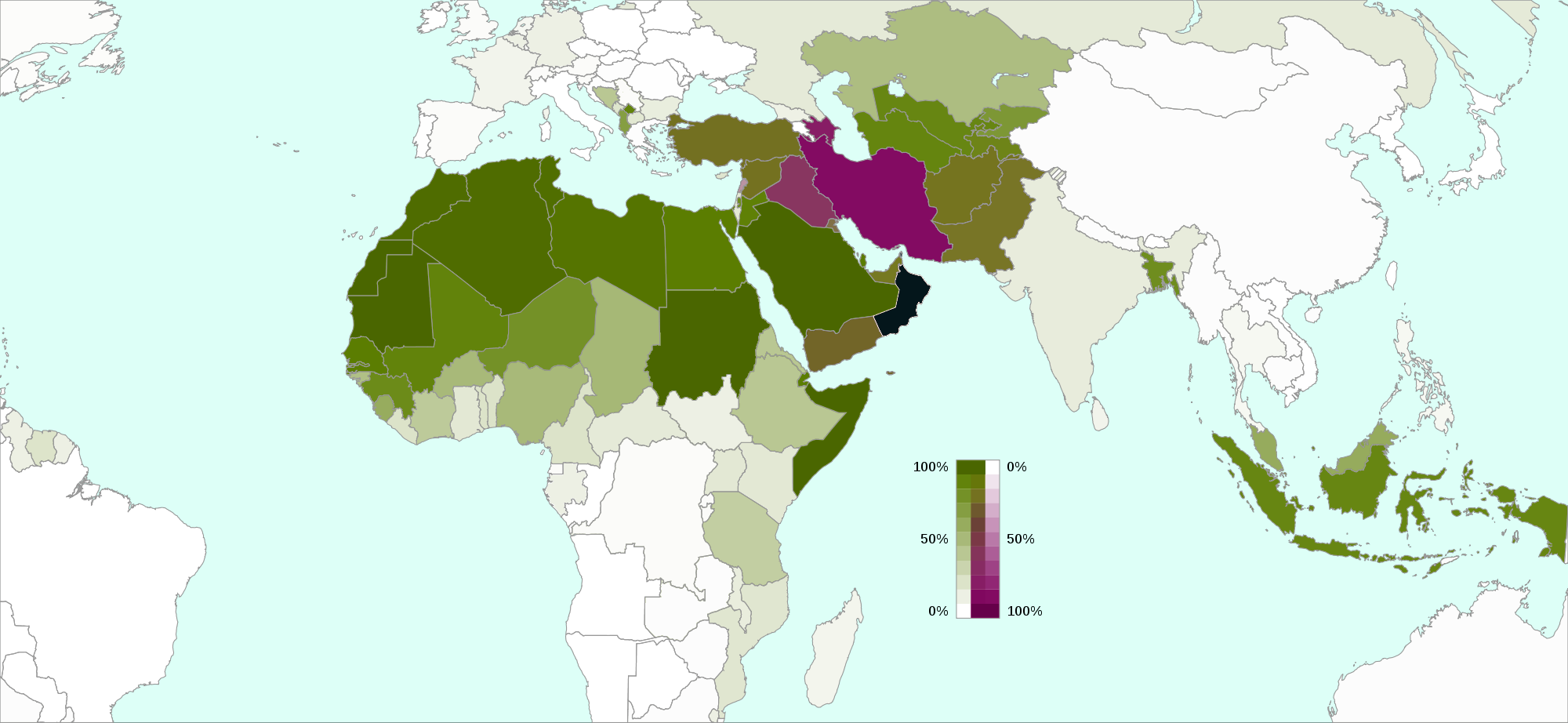
Landen met een moslimbevolking van minimaal 10%
soennitisch
sjiitisch
ibadisch

Soennitische theologie wijkt op bepaalde punten af van die van de sjiieten. Het belangrijkste verschil zit in de opvolging van leiderschap na de profeet Mohammed. De soennieten geloven dat de profeet niemand heeft aangewezen. De sjiieten geloven echter dat de profeet heel duidelijk was wie de leider moest zijn over de moslims na zijn dood, Ali ibn Aboe Talib (neef en schoonzoon van de profeet).

## Verspreiding
Circa 90% van alle moslims, ook die in het Westen leven, is soennitisch. De andere stromingen zijn het sjiisme, beleden in Iran, Irak, Azerbeidzjan en het ibadisme, beleden in Oman. De oemma is de wereldwijde islamitische gemeenschap.

## Rechtsscholen
De Soenna zoals vastgelegd in de 6 Hadith-verzamelingen wordt geïnterpreteerd door juristen van 4 Soenni madhabs, scholen van jurisprudentie: Hanafi, Hanbali, Maliki en Shafi'i, en vormen naast de Koran als primaire bron voor de regels van de islamitische wet, de Sharia, die praktisch ieder aspect van het leven, van persoonlijke hygiëne tot macro-economie, bestrijkt.